# جيسن فارغاس
جيسن فارغاس (بالإسبانية: Jeisson Vargas)‏ (15 سبتمبر 1997 بسانتياغو في تشيلي - ) هو مدرب كرة قدم ولاعب كرة قدم تشيلي في مركز الهجوم. شارك مع منتخب تشيلي لكرة القدم. أما مع النوادي، فقد لعب مع نادي أونيفرسيداد كاتوليكا ونادي الريان القطري.

## روابط خارجية
- جيسن فارغاس على موقع الدوري الأمريكي (الإنجليزية)
- جيسن فارغاس على موقع قاعدة بيانات كرة القدم.إي يو (الإنجليزية)
- جيسن فارغاس على موقع Soccerway.com (الإنجليزية)
- جيسن فارغاس على موقع عالم كرة القدم.نت (الإنجليزية)
- جيسن فارغاس على موقع AS.com (الإسبانية)